# 港発電所
港発電所（みなとはつでんしょ）は、かつて福岡県大牟田市新港町に存在した九州電力の火力発電所である。1960年（昭和35年）に新港発電所（しんみなとはつでんしょ）として建設され、2004年（平成16年）まで運転された。
本項では、隣接地にあった港第一発電所と港第二発電所についても記述する。前者は1931年（昭和6年）から1963年（昭和38年）にかけて、後者は1947年（昭和22年）から1972年（昭和47年）にかけて運転されており、いずれも九州電力発足前に建設されている。また戦前期の運営会社である九州共同火力発電株式会社（きゅうしゅうきょうどうかりょくはつでん）についても触れる。

## 沿革

### 港第一発電所建設
最初に建設された「港発電所」（後の港第一発電所）は、建設当時は三井鉱山（現・日本コークス工業）の自家用発電所であった。この三井鉱山は、当時福岡県大牟田市で三池炭鉱（三池鉱業所）を経営していた。
三井三池炭鉱で自家発電が始まったのは1894年（明治27年）12月のことで、このとき電灯の利用が始まった。1900年代に入ると電力利用も始まり、電動巻上機・坑内ポンプ・扇風機が導入され電化が進展する。その後自家発電設備は増強され続け、1927年（昭和2年）時点では火力発電所3か所、総出力1万6420キロワットが稼動していた。その反面、購入電力への依存度も大きいことから、三井鉱山は翌1928年（昭和3年）に発電力増強を目的とした新鋭火力発電所を計画。1931年（昭和6年）7月、7000キロワット発電機2台を備えた新しい自家用発電所を建設した。これが初代の港発電所である。

### 九州共同火力発電による運営
出力1万4000キロワットの港発電所を新設した三井鉱山は、東洋高圧工業（現・三井化学）の工場建設などの三井系の電力需要増加に対処するため、1933年（昭和8年）5月に港発電所の3万キロワット増設計画を逓信省へ申請した。ところがこの申請は、熊本逓信局が三井鉱山単独での発電所増設を認めない方針を採ったため計画変更を余儀なくされ、電力購入先であった熊本電気との共同による4万キロワット増設計画に改めた。しかしこの変更も、熊本電気以外の電気事業者に余剰電力が存在するとの理由で当局の容認するところにはならなかった。結局、逓信省の示唆に従い九州の大手電力会社東邦電力・九州水力電気を含む電力会社連合と三井鉱山による共同火力発電所へ改めることとなった。
1935年（昭和10年）1月21日、受け皿となる新会社「九州共同火力発電株式会社」の電気事業経営許可が下り、同30日に創立総会が開催され新会社が発足した。資本金は1500万円（1936年6月より3000万円）で、持株比率順に三井鉱山・熊本電気・九州電力・九州水力電気・九州送電・東邦電力の6社が出資。会長に三井鉱山の尾形次郎が就任している。同年5月1日、九州共同火力発電は三井鉱山から港発電所を譲り受けて開業し、同社と東洋高圧工業に対して電力供給を開始した。
九州共同火力発電移管直後から港発電所では増設工事が相次いで竣工する。まず1935年5月中に3号発電機（出力7000キロワット）の増設が完了。同年12月29日4号機（出力2万2000キロワット、以下同じ）が竣工し、翌1936年（昭和11年）には2月17日5号機、10月22日6号機、11月30日7号機が相次いで完成して発電所の設備出力は10万9000キロワットに達した。逓信省の資料によると、1937年12月末時点での発電所認可出力は常時8万キロワット・所内用7000キロワットで、九州共同火力発電では九州電力からの受電5600キロワットを加えた電力を、東邦電力（1万3000キロワット）・九州水力電気（同）・熊本電気（3000キロワット）・三井鉱山三池鉱業所（3万2600キロワット）・東洋高圧工業（2万4000キロワット）の5社へと供給していた。
1939年（昭和14年）4月、国策会社日本発送電が発足し電力の国家管理が始まった。この際、出力1万キロワット以上の火力発電所は日本発送電へ帰属すると定められたが、港発電所は三井系の自家用発電所という役割が強いことからこの対象とはならず、会社が日本発送電と三井鉱山との折半出資に変わるのみに留まった。会社は同年5月1日、九州共同火力発電から「九州火力発電株式会社」へと社名を変更。引き続き港発電所の拡張に取り組み、1940年（昭和15年）6月に8号発電機（出力2万5000キロワット）、翌1941年（昭和16年）2月に9号機（出力7000キロワット）を完成させ、発電所の認可出力を11万6000キロワットへ増強している。
太平洋戦争末期の1945年（昭和20年）4月20日、軍需大臣より日本発送電に対し軍需会社法に基づく九州火力発電の合併命令が下りた。これに従い日本発送電は三井鉱山の持ち株をすべて買収した上で同年6月16日付で九州火力発電を合併した。合併時、同社の資本金は6000万円（うち2250万円払込）であった。

### 港第二発電所建設

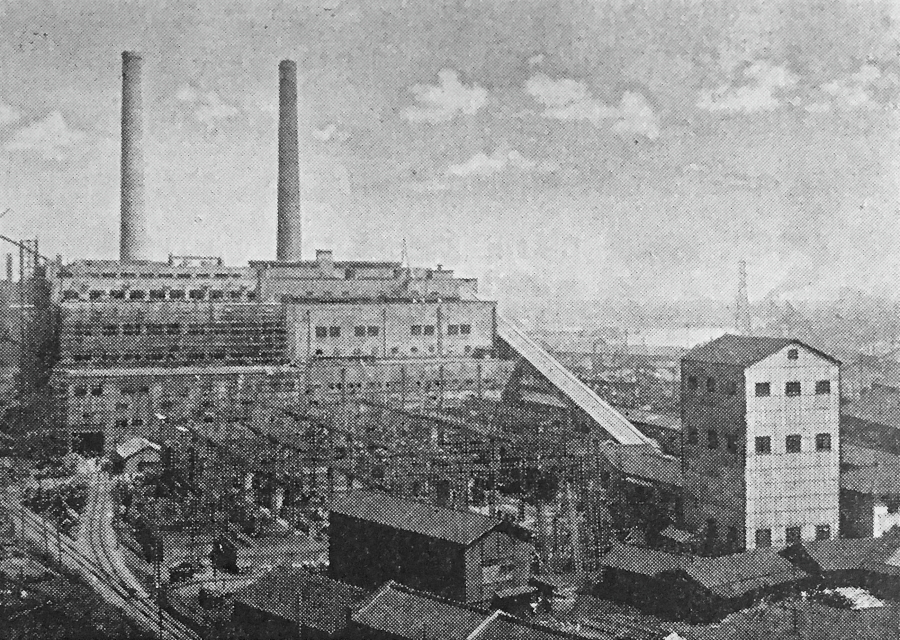
港第二発電所全景

1940年1月30日、九州火力発電は軍需大臣より「港第二発電所」の建設許可を得た。5万4000キロワット発電機を据え付ける第1期工事は戦時下で着工され、工事中に日本発送電が継承。労力・資材不足の中で建設が中断された築上発電所の資材・人員を回して工事を進めるが、完成間際となったところで1945年7月27日の空襲に遭い重要機器や資材を焼損して打撃を受けた。戦後の1947年（昭和22年）7月12日にようやく竣工し、港第二発電所は認可出力2万キロワットで同年8月21日より運転を開始した。
運転開始時はボイラー1缶のみの設置であったため、戦後の電力不足対策として突貫工事でボイラーを1缶増設し、1948年（昭和23年）11月2日に認可出力を5万4000キロワットへと引き上げた。さらに第2期工事として同じく5万4000キロワット発電機1台の増設を計画、1950年（昭和25年）6月より着工した。
1951年（昭和26年）5月1日、電気事業再編成により九州電力株式会社が発足。港第一発電所は認可出力11万6000キロワットで、港第二発電所は認可出力5万4000キロワットでそれぞれ日本発送電から九州電力に継承された。その後港第二発電所第2期工事が同年9月25日に竣工し、同発電所の出力は10万8000キロワットとなった。

### 新港発電所建設と旧設備廃止
九州電力では、発足直後から10万キロワット以上の出力を持つ大容量火力発電所を相次いで建設した。築上発電所（福岡県）・苅田発電所（同）・大村発電所（長崎県）などがそれで、さらに大牟田では、港第一発電所と港第二発電所に挟まれた場所に「新港発電所」を新設した。新港発電所の工事は1957年（昭和32年）6月に着工。途中炭鉱でストライキ（三井三池争議）があり工事に支障が出るが予定通り進行し、1960年（昭和35年）9月10日より新港発電所は出力15万6000キロワットにて営業運転を開始した。日本製機器による大容量発電所で、燃料の石炭は地元三池炭鉱のものを坑口から直接ベルトコンベアで受け入れて使用した。
新港発電所では続いて2号機15万6000キロワットを増設する第2期工事が1964年（昭和39年）に始まり、2年5か月の工期を経て1966年（昭和41年）10月14日より営業運転に入った。
新港第1期工事竣工後の1961年（昭和36年）9月14日、港第一発電所の設備の一部（4万キロワット）が廃止され、残存設備（7万6000キロワット）も1963年（昭和38年）11月30日付で廃止となった。さらに新港第2期工事竣工後の1972年（昭和47年）10月1日、港第二発電所も25年間の稼働を終えて廃止された。こうして旧発電所が廃止されたことで、新港発電所は単に「港発電所」へと改称している。

### 重油専焼化と石炭再転換
港発電所では1960年の新設以来、石炭産業育成政策に沿って三池炭鉱の石炭を活用していたが、その後の出炭状況悪化や硫黄酸化物排出基準強化などの環境変化があり、これに対処するため燃料を重油へ転換する工事が順次施工された。まず2号機が施工され、1972年5月28日より石油火力発電所として運転を開始。1977年（昭和52年）4月1日には1号機の転換も完了した。
ところがオイルショック後の脱石油政策の一環として、施工間もない1号機について再び石炭火力発電へ転換することとなり、1981年（昭和56年）10月に再転換工事が始められた。先の重油専焼化工事の際に石炭関連設備を撤去していたため工事は大規模なものとなり、石炭運搬設備・石炭燃焼設備や環境規制強化に対応した排煙脱硫装置・排煙脱硝装置・電気集塵機が新設されている。1983年（昭和58年）4月21日に石炭専焼化工事が完成し、港発電所1号機は石炭火力発電所へと戻った。ただし使用石炭は排煙規制のため三池炭に低硫黄の海外炭を50パーセント混合したものに変わっている。
一方2号機は原油専焼のまま維持されたが、設備老朽化や電源の多様化によって稼働が減少し、1989年（平成元年）4月1日付で廃止された。

### 全面廃止
1997年（平成9年）3月30日、三井三池炭鉱が閉山された。これに伴い三池炭を一部利用してきた港発電所1号機は、翌1998年（平成10年）4月より主に中国から輸入した石炭を用いる海外炭専焼となった。
2000年代に入ると、九州電力では苅田発電所新1号機（2001年）、苓北発電所2号機（2003年）など新鋭の火力発電所が完成する。その一方で高経年の発電設備は運転機会が減少し、順次廃止された。港発電所1号機もそれに該当しており、2004年（平成16年）4月1日付で廃止となった。1号機の1960年以来の累積運転時間は30万2188時間、累積発生電力量は約402億キロワット時であった。
廃止後、港発電所跡地には九州電力によって太陽光発電所が建設され、2010年（平成22年）11月15日より「メガソーラー大牟田発電所」（出力3000キロワット）として運転を開始している。

### 年表
- 1931年（昭和6年）
  - 11月 - 三井鉱山の自家用発電所として港発電所（後の港第一発電所）運転開始。1・2号機（出力各7000キロワット）設置。
- 1935年（昭和10年）
  - 1月30日 - 三井鉱山と電力会社の出資により九州共同火力発電株式会社設立。
  - 5月1日 - 三井鉱山が港発電所を九州共同火力発電へ譲渡。
  - 5月 - 3号機（出力7000キロワット）増設。
  - 12月29日 - 4号機（出力2万2000キロワット）増設。
- 1936年（昭和11年）
  - 2月17日 - 5号機（同上）増設。
  - 10月22日 - 6号機（同上）増設。
  - 11月30日 - 7号機（同上）増設。
- 1939年（昭和14年）
  - 5月1日 - 運営会社の九州共同火力発電が九州火力発電株式会社へ社名変更。
- 1940年（昭和15年）
  - 6月 - 8号機（出力2万5000キロワット）増設。
- 1941年（昭和16年）
  - 2月 - 9号機（出力7000キロワット）増設。認可出力11万6000キロワットとなる。
- 1945年（昭和20年）
  - 6月16日 - 運営会社の九州火力発電が日本発送電株式会社へ合併。
- 1947年（昭和22年）
  - 8月21日 - 港第二発電所運転開始。1号機（出力5万4000キロワット）設置。
- 1948年（昭和23年）
  - 11月2日 - 港第二発電所、ボイラー増設により認可出力を2万キロワットから5万4000キロワットへ増強。
- 1951年（昭和26年）
  - 5月1日 - 九州電力株式会社設立。港第一・第二発電所を日本発送電より継承。
  - 9月25日 - 港第二発電所2号機（出力5万4000キロワット）増設。
- 1960年（昭和35年）
  - 9月10日 - 新港発電所運転開始。1号機（出力15万6000キロワット）設置。
- 1961年（昭和36年）
  - 9月14日 - 港第一発電所一部設備（出力4万キロワット）廃止。
- 1963年（昭和38年）
  - 11月30日 - 港第一発電所残余設備（出力7万6000キロワット）廃止。
- 1966年（昭和41年）
  - 10月14日 - 新港発電所2号機（出力15万6000キロワット）増設。
- 1972年（昭和47年）
  - 5月28日 - 新港発電所2号機、石炭専焼から重油専焼へ転換。
  - 10月1日 - 港第二発電所（出力10万8000キロワット）廃止。
    - 港第二発電所廃止に伴い新港発電所は港発電所へ改称。
- 1977年（昭和52年）
  - 4月1日 - 港発電所1号機、石炭専焼から重油専焼へ転換。
- 1983年（昭和58年）
  - 4月21日 - 港発電所1号機、重油専焼から石炭専焼へ再転換。
- 1989年（平成元年）
  - 4月1日 - 港発電所2号機（出力15万6000キロワット・重油専焼）廃止。
- 2004年（平成16年）
  - 4月1日 - 港発電所1号機（出力15万6000キロワット・石炭専焼）廃止。これにより港発電所全廃。
- 2010年（平成22年）
  - 11月15日 - 港発電所跡地にて九州電力メガソーラー大牟田発電所が運転開始。

## 設備構成

### 港第一・第二発電所
通商産業省の資料に基づく、港第一・第二発電所の1953年（昭和28年）3月末時点の主要設備を以下に記す。

#### ボイラー
| 発電所名 | 形式  | 台数 | 製造者名       | 製造年月                                                                                |
| -------- | ----- | ---- | -------------- | --------------------------------------------------------------------------------------- |
| 第一     | CTM式 | 11   | 米国 B&W       | 1930年6月（2台） 1933年12月（1台） 1934年10月（3台） 1936年1月（3台） 1938年10月（2台） |
| 第二     | CTM式 | 2    | 三菱神戸造船所 | 1944年5月（1台） 1944年8月（1台）                                                       |
| 第二     | CTM式 | 2    | 中重神戸造船所 | 1950年9月（1台） 1950年11月（1台）                                                      |

#### 原動機
| 発電所名 | 形式                   | 容量 (kW) | 台数 | 製造者名       | 製造年月                                           |
| -------- | ---------------------- | --------- | ---- | -------------- | -------------------------------------------------- |
| 第一     | 二式復水式蒸気タービン | 7,000     | 3    | 三菱神戸造船所 | 1930年7月（1台） 1930年8月（1台） 1934年6月（1台） |
| 第一     | 復水式蒸気タービン     | 22,000    | 4    | 石川島造船所   | 1935年5月（2台） 1936年5月（2台）                  |
| 第一     | 復水式蒸気タービン     | 25,000    | 1    | 同上           | 1939年6月                                          |
| 第一     | 復水式蒸気タービン     | 7,000     | 1    | 同上           | 1939年3月                                          |
| 第二     | 復水式蒸気タービン     | 54,000    | 1    | 同上           | 1944年12月                                         |
| 第二     | 復水式蒸気タービン     | 54,000    | 1    | 同上           | 1950年10月                                         |

#### 発電機
| 発電所名 | 容量 (kVA) | 電圧 (kV) | 力率 (%) | 回転数 (rpm) | 周波数 (Hz) | 台数 | 製造者名   | 製造年月                          |
| -------- | ---------- | --------- | -------- | ------------ | ----------- | ---- | ---------- | --------------------------------- |
| 第一     | 8,750      | 11        | 80       | 3,600        | 60          | 2    | 三菱電機   | 1930年6月（1台） 1930年7月（1台） |
| 第一     | 8,750      | 2.2       | 80       | 3,600        | 60          | 1    | 同上       | 1934年7月                         |
| 第一     | 27,500     | 11        | 80       | 3,600        | 60          | 4    | 芝浦製作所 | 1935年5月（2台） 1936年5月（2台） |
| 第一     | 31,250     | 11        | 80       | 3,600        | 60          | 1    | 同上       | 1939年5月                         |
| 第一     | 8,750      | 2.2       | 80       | 3,600        | 60          | 1    | 同上       | 1939年2月                         |
| 第二     | 67,500     | 13.2      | 80       | 1,800        | 60          | 1    | 同上       | 1944年12月                        |
| 第二     | 67,500     | 13.2      | 80       | 1,800        | 60          | 1    | 同上       | 1950年10月                        |

※発電機電圧が2.2kVのものは所内用。

### （新）港発電所
港発電所（元・新港発電所）の主要設備は以下の通り。

#### 1号機
- ボイラー
  - 形式 ： 単胴強制循環輻射再熱式
  - 燃料 ： 石炭（1977 - 1983年は重油）
  - 蒸発量 ： 520トン毎時
  - 気圧 ： 172.3キログラム毎平方センチメートル
  - 気温 ： 568.5度
- タービン
  - 形式 ： 串型2車室複流排気再熱型
  - 容量 ： 15万6250キロワット
- 発電機
  - 容量 ： 19万2000キロボルトアンペア

#### 2号機
- ボイラー
  - 形式 ： B&Wベンソンボイラー
  - 燃料 ： 重油（1972年まで石炭）
  - 蒸発量 ： 510トン毎時
  - 気圧 ： 173.0キログラム毎平方センチメートル
  - 気温 ： 569.0度
- タービン
  - 形式 ： 2気筒複流排気再熱型
  - 容量 ： 15万6000キロワット
- 発電機
  - 容量 ： 19万2000キロボルトアンペア